# Força de Foguetes do Exército de Libertação Popular
A Força de Foguetes do Exército de Libertação Popular (FFELP; chinês simplificado: 中国人民解放军火箭军, pinyin: Zhōngguó Rénmín Jiěfàngjūn Huǒjiàn Jūn), anteriormente o Segundo Corpo de Artilharia (chinês: 第二炮兵), é a força de mísseis estratégicos e táticos da República Popular da China. A FFELP é o 4º ramo do Exército Popular de Libertação (ELP) e controla o arsenal de mísseis balísticos baseados em terra da China - tanto nucleares quanto convencionais. O ramo do serviço armado foi estabelecido em 1º de julho de 1966 e fez sua primeira aparição pública em 1º de outubro de 1984. A sede das operações está localizada em Qinghe, Pequim. A força está sob o comando direto da Comissão Militar Central (CMC) do Partido Comunista Chinês.
No total, estima-se que a China possua 320 ogivas nucleares em 2020, com um número desconhecido delas ativas e prontas para serem implantadas. Em 2013, o Departamento de Defesa dos Estados Unidos estimou que o arsenal de ICBM ativo chinês variava entre 50 e 75 mísseis terrestres e marítimos. Avaliações de inteligência mais recentes em 2019 colocam a contagem de ICBM da China em cerca de 90 e crescendo rapidamente. A força compreende aproximadamente 120.000 pessoas e seis "bases" de mísseis balísticos (unidades em nível de corpo de exército ou grupo de exército). As seis bases são implantadas independentemente nos cinco teatros em toda a China.
O nome foi alterado de Segundo Corpo de Artilharia do ELP para Força de Foguetes do ELP em 1º de janeiro de 2016. Apesar das alegações de alguns, parece não haver evidências que sugiram que a nova geração de submarinos de mísseis balísticos chineses ficará sob o controle da FFELP.
A China tem o maior arsenal de mísseis terrestres do mundo. De acordo com estimativas do Pentágono, isso inclui 1.200 mísseis balísticos de curto alcance armados convencionalmente, 200 a 300 mísseis balísticos convencionais de médio alcance e um número desconhecido de mísseis balísticos convencionais de alcance intermediário, bem como 200-300 mísseis de cruzeiro lançados do solo. Muitos deles são extremamente precisos, o que lhes permitiria destruir alvos mesmo sem ogivas nucleares.

## História
No final da década de 1980, a China era a terceira maior potência nuclear do mundo, possuindo uma força de dissuasão nuclear pequena, mas confiável, de aproximadamente 100 a 400 armas nucleares. A partir do final da década de 1970, a China implantou uma gama completa de armas nucleares e adquiriu uma capacidade de segundo ataque nuclear. As forças nucleares eram operadas pela Força de Mísseis Estratégicos de 100.000 pessoas, que era controlada diretamente pelo Estado-Maior.
A China começou a desenvolver armas nucleares no final dos anos 1950 com substancial assistência soviética. Com a divisão sino-soviética no final dos anos 1950 e início dos anos 1960, a União Soviética reteve planos e dados para uma bomba atômica, revogou o acordo de transferência de tecnologia nuclear e de defesa e iniciou a retirada de conselheiros soviéticos em 1960. Apesar do término da assistência soviética, a China se comprometeu a continuar o desenvolvimento de armas nucleares para quebrar "o monopólio das superpotências sobre armas nucleares", para garantir a segurança nacional chinesa contra as ameaças soviéticas e americanas e para aumentar o prestígio e o poder chinês internacionalmente.
A China fez um rápido progresso na década de 1960 no desenvolvimento de armas nucleares. Em um período de 32 meses, a China testou com sucesso sua primeira bomba atômica em 16 de outubro de 1964, em Lop Nor, lançou seu primeiro míssil nuclear em 27 de outubro de 1966 e detonou sua primeira bomba de hidrogênio em 17 de junho de 1967. A implantação do míssil balístico de curto alcance armado convencionalmente Dongfeng-1 e do míssil balístico de médio alcance (MBMA) Dongfeng-2 (CSS-1) ocorreu na década de 1960. O Dongfeng-3 (CCS-2) míssil balístico de alcance intermediário (IRBM) foi testado com sucesso em 1969. Embora a Revolução Cultural tenha interrompido o programa de armas estratégicas menos do que outros setores científicos e educacionais na China, houve uma desaceleração nos anos seguintes.
Gansu hospedou uma área de lançamento de mísseis. A China destruiu 9 naves de vigilância U-2, enquanto duas desapareceram quando tentaram espioná-la.
Na década de 1970, o programa de armas nucleares viu o desenvolvimento de MBMA, IRBM e ICBMs e marcou o início de uma força de dissuasão. A China continuou a implantação do MBMA, começou a implantar o Dongfeng-3 IRBM e testou com sucesso e iniciou a implantação do ICBM de alcance limitado Dongfeng-4 (CSS-4).
Em 1980, a China superou a desaceleração no desenvolvimento nuclear causada pela Revolução Cultural e teve sucesso em seu programa de armas estratégicas. Em maio de 1980, a China lançou com sucesso o teste de seu ICBM de alcance total, o Dongfeng-5 (CCS-4); o míssil voou do centro da China para o Pacífico Ocidental, onde foi recuperado por uma força-tarefa naval. O Dongfeng-5 possuía a capacidade de atingir alvos no oeste da União Soviética e nos Estados Unidos.
Em 1981, a China lançou três satélites em órbita espacial a partir de um único veículo de lançamento, indicando que a China pode possuir a tecnologia para desenvolver vários veículos de reentrada direcionados independentemente (MIRVs). A China também lançou o submarino Tipo 092 SSBN (classe Xia) em 1981 e, no ano seguinte, realizou seu primeiro lançamento de teste bem-sucedido do míssil balístico lançado por submarino Julang-2 (CSS-NX-4).
Além do desenvolvimento de uma força nuclear baseada no mar, a China começou a considerar o desenvolvimento de armas nucleares táticas. Os exercícios do ELP caracterizaram o uso simulado de armas nucleares táticas em situações ofensivas e defensivas a partir de 1982. Relatos de posse chinesa de armas nucleares táticas permaneceram não confirmados em 1987.
Em 1986, a China possuía uma força de dissuasão credível com elementos terrestres, marítimos e aéreos. As forças terrestres incluíam ICBMs, IRBMs e MBMAs. A força estratégica baseada no mar consistia em SSBNs. Os bombardeiros da Força Aérea eram capazes de lançar bombas nucleares, mas dificilmente penetrariam nas sofisticadas defesas aéreas das potências militares modernas.
As forças nucleares da China, em combinação com as forças convencionais do ELP, serviram para deter ataques nucleares e convencionais nas terras chinesas. Os líderes chineses prometeram não usar armas nucleares primeiro (sem primeiro uso), mas prometeram contra-atacar absolutamente com armas nucleares se armas nucleares forem usadas contra a China. A China previu retaliação contra ataques estratégicos e táticos e provavelmente atacaria alvos de contravalor em vez de contraforça.
A combinação das poucas armas nucleares da China e fatores tecnológicos como alcance, precisão e tempo de resposta limitaram a eficácia dos ataques nucleares contra alvos de força contrária. A China tem procurado aumentar a credibilidade de sua capacidade de retaliação nuclear dispersando e ocultando suas forças nucleares em terrenos difíceis, melhorando sua mobilidade e fortalecendo seus silos de mísseis.
O míssil de cruzeiro de longo alcance CJ-10 fez sua primeira aparição pública durante o desfile militar do 60º aniversário da República Popular da China; o CJ-10 representa a próxima geração em tecnologia de armas de foguetes no ELP.
No final de 2009, foi relatado que o Corpo estava construindo um 3.000–5.000-quilômetros (1,900–3,100 milhas) longa instalação subterrânea de lançamento e armazenamento de mísseis nucleares na província de Hebei. 47 Notícias relataram que a instalação provavelmente estava localizada nas montanhas Taihang.
Em 9 de janeiro de 2014, um veículo planador hipersônico chinês (VPG) conhecido como WU-14 foi supostamente visto voando em alta velocidade sobre o país. O voo foi confirmado pelo Pentágono como um veículo hipersônico de lançamento de mísseis capaz de penetrar no sistema de defesa antimísseis dos EUA e lançar ogivas nucleares. O WU-14 foi projetado para ser lançado como o estágio final de um ICBM chinês viajando a Mach 10, ou 12,360 quilômetros por hora (7,680 mph).
Dois documentos técnicos chineses de dezembro de 2012 e abril de 2013 mostram que a China concluiu que as armas hipersônicas representam "uma nova ameaça aeroespacial" e que estão desenvolvendo sistemas de orientação de precisão dirigidos por satélite. A China é o terceiro país a entrar na "corrida armamentista hipersônica", depois da Rússia e dos Estados Unidos. A Força Aérea dos EUA voou com o demonstrador de tecnologia X-51A Waverider e o Exército dos EUA testou em voo a Arma Hipersônica Avançada. A China confirmou posteriormente o voo de teste bem-sucedido de um "veículo de lançamento de mísseis hipersônicos", mas afirmou que fazia parte de um experimento científico e não visava um alvo.
O Centro Nacional de Inteligência Aérea e Espacial da Força Aérea dos EUA estimou que até 2022 o número de ogivas nucleares chinesas capazes de atingir os Estados Unidos poderia aumentar para mais de 100.
Em junho de 2021, o James Martin Center for Nonproliferation Studies descobriu que a China está construindo um novo campo de silos de mísseis em Gansu, no oeste da China. De acordo com a imagem de satélite, 119 silos de mísseis balísticos intercontinentais estão em construção perto da cidade de Yumen. Em julho, a Federação de Cientistas Americanos descobriu que outros 110 silos estão sendo construídos em Hami, Xinjiang. Os dois projetos de expansão significativos incluem silos mais de dez vezes o número de silos ICBM em operação da FFELP hoje.
Em julho de 2021, a China testou um míssil hipersônico que circula o globo, incluindo o lançamento sem precedentes de um segundo míssil separado do veículo de ultra-alta velocidade, de acordo com o Financial Times e o Wall Street Journal. O teste mostrou que o desenvolvimento da China de suas armas estratégicas com capacidade nuclear é mais avançado do que se pensava, surpreendendo autoridades do Pentágono, disseram os dois jornais. Nem os Estados Unidos nem a Rússia demonstraram a mesma habilidade, que requer o lançamento de um míssil de um veículo-mãe viajando cinco vezes a velocidade do som. De acordo com reportagem do Financial Times, este sistema de armas consiste em duas partes: um sistema de bombardeio orbital fracionado (FOBS) e um veículo planador hipersônico (VPG).

### Alcances de mísseis

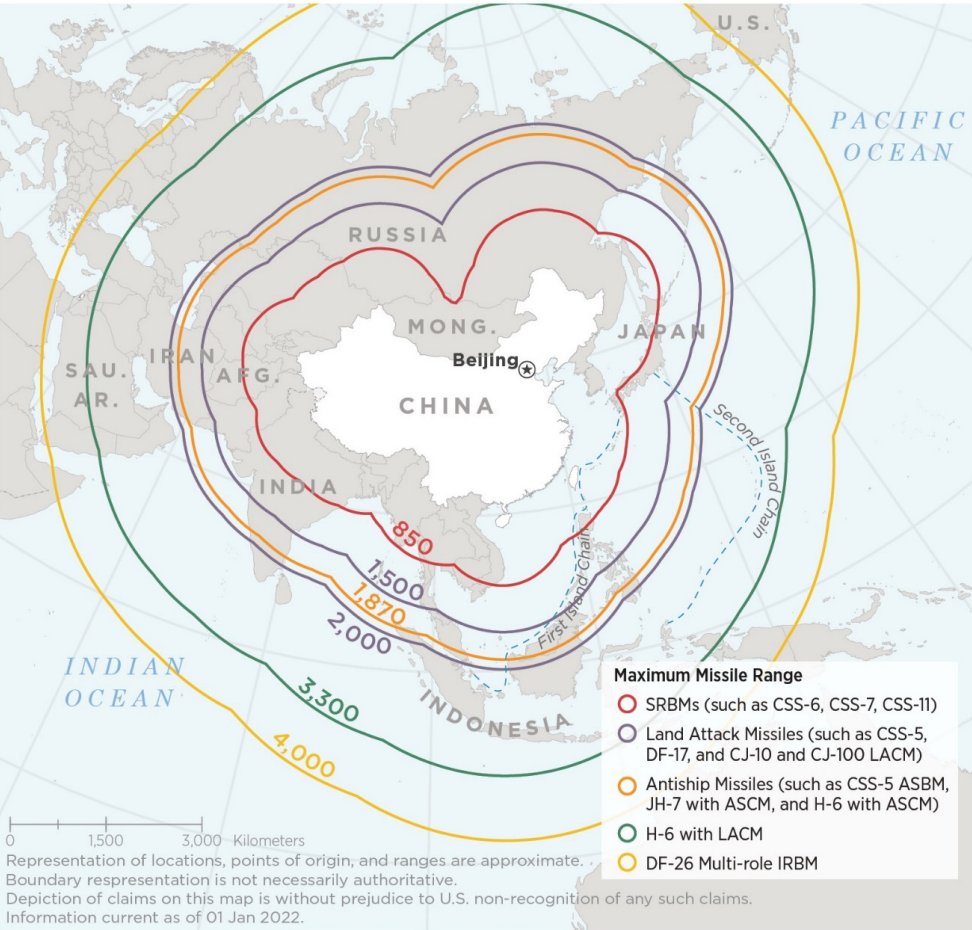
Faixas de greve convencionais chinesas a partir de 2022
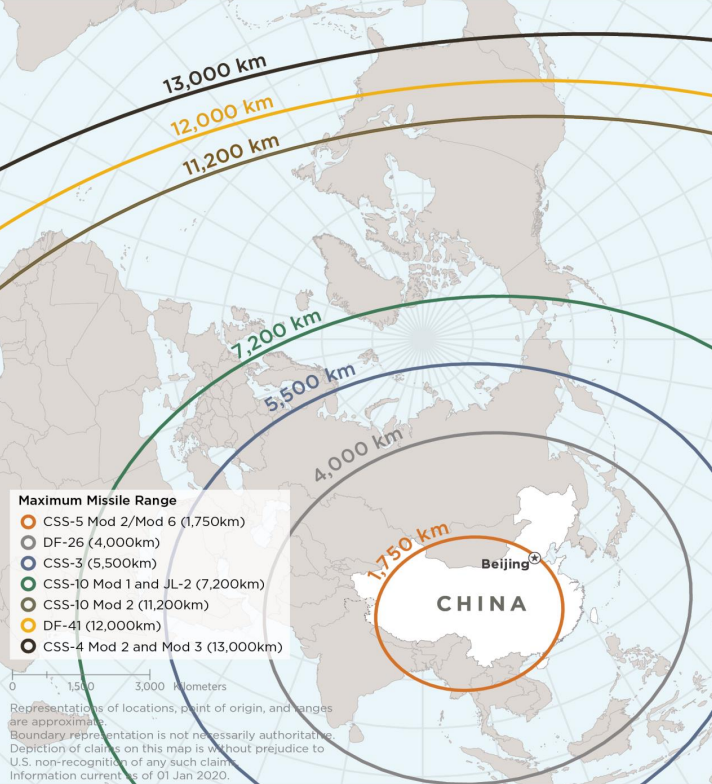
Faixas de greve convencionais chinesas a partir de 2022

## Mísseis ativos
Atualmente, não está claro se os comandos do teatro chinês ou o própria FFELP têm controle operacional sobre as unidades convencionais de mísseis balísticos, embora pareça provável que a FFELP aja em coordenação, mas não receba ordens dos comandos do teatro em relação a o uso de mísseis balísticos convencionais, com o controle de armas nucleares continuando a ser exercido no nível da Comissão Militar Central.
| Míssil | Nome chinês                                               | Nome na OTAN    | Imagem         | Est. Alcance máximo | Lançadores estimados         | Est. Ogivas nucleares |  |
| --- | --------------------------------------------------------- | --------------- | -------------- | ------------------- | ---------------------------- | --------------------- |  |
| Veículos Planadores Hipersônicos (VPHs) chinês simplificado: 高超音速飞行器, pinyin: gāochāo yīnsù fēixíngqì           |                                                           |                 |                |                     |                              |                       |  |
| DF-ZF | "DF-ZF"                                                   | None (WU-14)    |                | 1500+ km            | ?                            | 0                     |  |
| Intercontinental Ballistic Missiles (ICBMs) chinês simplificado: 洲际弹道导弹, pinyin: zhōujì dàndào dǎodàn            |                                                           |                 |                |                     |                              |                       |  |
| Dongfeng-41 | chinês tradicional: 東風-41, chinês simplificado: 东风-41 | CSS-20          |                | 12,000–15,000 km    | Móvel:28 Silo:?              | 84                    |  |
| Dongfeng-31 | chinês tradicional: 東風-31, chinês simplificado: 东风-31 | CSS-10          |                | 12,000 km           | DF-31:6 DF-31A:24 DF-31AG:60 | 90                    |  |
| Dongfeng-5 | chinês tradicional: 東風-5, chinês simplificado: 东风-5   | CSS-4           |                | 12,000–15,000 km    | DF-5A:6 DF-5B:12             | 66                    |  |
| Dongfeng-4 | chinês tradicional: 東風-4, chinês simplificado: 东风-4   | CSS-3           |                | 5,500 km            | 6?                           | 0                     |  |
| Mísseis Balísticos de Alcance Intermediário (IRBMs) chinês simplificado: 远程弹道导弹, pinyin: yuǎnchéng dàndào dǎodàn |                                                           |                 |                |                     |                              |                       |  |
| Dongfeng-26 | chinês tradicional: 東風-26, chinês simplificado: 东风-26 | CSS-18          |                | 5,000 km            |                              |                       |  |
| Mísseis Balísticos de Médio Alcance (MBMAs) chinês simplificado: 中程弹道导弹, pinyin: zhōng chéng dàndào dǎodàn       |                                                           |                 |                |                     |                              |                       |  |
| Dongfeng-21 | chinês tradicional: 東風-21, chinês simplificado: 东风-21 | CSS-5           |                | 1,500–1,770 km      | DF-21A/E: 24 DF-21D:         | 24                    |  |
| Dongfeng-17 | chinês tradicional: 東風-17, chinês simplificado: 东风-17 | CSS-22          |                | 1,800–2,500 km      | 54                           | ?                     |  |
| Dongfeng-16 | chinês tradicional: 東風-16, chinês simplificado: 东风-16 | CSS-11          |                | 800-1,000 km        |                              |                       |  |
| Mísseis Balísticos de Curto Alcance (SRBMs) chinês simplificado: 短程弹道导弹, pinyin: duǎnchéng dàndào dǎodàn         |                                                           |                 |                |                     |                              |                       |  |
| Dongfeng-15 | chinês tradicional: 東風-15, chinês simplificado: 东风-15 | CSS-6           |                | 600–900km           |                              |                       |  |
| Dongfeng-12 (M20) | chinês tradicional: 東風-12, chinês simplificado: 东风-12 | CSS-X-15        | Não disponível | 280–420 km          |                              |                       |  |
| Dongfeng-11 (M11) | chinês tradicional: 東風-11, chinês simplificado: 东风-11 | CSS-7           |                | 300–600 km          |                              |                       |  |
| B-611 | "B611"                                                    | CSS-11          | Não disponível | 480 km              |                              |                       |  |
| Mísseis de cruzeiro chinês simplificado: 巡航导弹, pinyin: xúnháng dǎodàn                                              |                                                           |                 |                |                     |                              |                       |  |
| CJ-10 | chinês tradicional: 長劍-10, chinês simplificado: 长剑-10 | Sem informações |                | 1,500+ km           |                              |                       |  |
| Fontes: |                                                           |                 |                |                     |                              |                       |  |

### Mísseis obsoletos
- DF-3A, CSS-2 (IRBM) - Em serviço de 1971 a 2014

## Comando
A Força de Foguetes do Exército de Libertação Popular é comandada por Li Yuchao (李玉超) desde janeiro de 2022, quando foi promovido de chefe de gabinete, e pelos vice-comandantes Li Jun (李军), Zhang Zhengzhong (张振中) e Li Chuanguang (李传广), e um chefe de gabinete desconhecido. O Comando da Força de Foguetes do ELP também é liderado pelo comissário político Xu Zhongbo (徐忠波) e pelo vice-comissário político Yu Guang (禹光). Xu tornou-se o comissário político da FFELP em julho de 2020, tendo anteriormente servido como comissário político da Força Conjunta de Apoio Logístico (FCAL) e do Comando do Teatro Ocidental. O Comando da FFELP tem quatro unidades de reporte direto que não estão dentro do quartel-general do comando nem das bases subordinadas: Departamento de Estado-Maior da FFELP, Departamento de Trabalho Político, Departamento de Equipamentos e Departamento de Logística.
- Departamento Pessoal (参谋部)
  - Grupo de Suporte de Operações (参谋部作战保障大队, Unidade 96942) em Changping, Pequim
    - Regimento de Reconhecimento (侦察团, Unidade 96943) em Yanqing, Pequim
    - Levantamento e Mapeamento (测绘大队, Unidade 96944) em Chanping, Pequim
    - Regimento de Comunicações (参谋部通信团, Unidade 96946) em Haidian, Pequim

  - Regimento de Contramedidas Eletrônicas (参谋部电子对抗团, Unidade 96945), em Baoding, Hebei
  - Unidade UAV (无人机部队) em Quanzhou, Fujian
  - Centro de Comando Automatizado (自动化指挥中心) em Haidian, Pequim
  - Novo Regimento de Treinamento de Soldados (新兵团) em Tangshan, Hebei
  - Centro de Meteorologia (气象中心) em Changping, Pequim
  - Centro de Planejamento de Missões de Mísseis de Cruzeiro (巡航导弹任务规划中心, Unidade 96941) em Changping, Pequim
  - Bureau de Reconhecimento Técnico (火箭军技术侦察局) em Haidian, Pequim
- Departamento de Trabalho Político (政治工作部)
  - Bureau de Organização (组织局)
  - Cadre Bureau (干部局)
  - Agência de Propaganda (宣传局)
  - Bureau de Pessoal Militar e Civil (兵员和文职人员局)
  - Mass Work Liaison Bureau (群工联络局)
- Departamento de Equipamentos (装备部)
  - Escritório de Planejamento Abrangente (综合计划局)
  - Departamento de Pesquisa Científica e Compras (科研订购局)
  - Bureau de Supervisão de Experimentação (试验监管局)
  - Bureau de Trabalho Subordinado Diretamente (直属工作局)
  - Departamento de Tecnologia e Equipamentos Nucleares (核技术装备局)
- Departamento de Logística (后勤部)
  - Departamento de Finanças (财务局)
  - Departamento Médico (卫生局)
  - Agência de transporte e entrega (运输投送局)
  - Bureau de Infraestrutura e Construção Militar (军事设施建设局)
  - Bureau de Compras e Suprimentos (采购供应局)
  - Bureau Funcional (业务局)
  - Serviço de Combate e Bureau de Planejamento (战勤计划局)
  - Bureau de Trabalho Subordinado Diretamente (直属工作局)

### Designadores de unidade
Cada unidade do ELP mantém um designador de unidade verdadeira (DUV, chinês simplificado: 部队番号, pinyin: bùduì fānhào) e Designador de Unidade Militar (MUDC, chinês simplificado: 部队代号, pinyin: bùduì dàihào). O DUV de uma unidade destina-se ao uso interno, enquanto o MUDC destina-se ao uso externo para proteger e ocultar a verdadeira identidade da unidade. Por exemplo, a primeira brigada da Base 61 tem o DUV "611 Brigade" e o MUCD "Unit 96711". Os MUCDs, no entanto, geralmente revelam o escalão, a missão e a subordinação de uma unidade. Embora o sistema tenha mudado pelo menos quatro vezes desde 1950, os atuais FFELP MUCDs são cinco dígitos que começam com '96'. FFELP MUCDs cujo terceiro dígito é 1–5 são pré-reforma de 2017 e estão obsoletos.

## Ordem de batalha
A força é organizada em nove bases, ordinariamente numeradas da Base 61 até a Base 69. As primeiras seis bases (61 a 66) são bases de operações atribuídas aos vários comandos de teatro geográfico da RPC, enquanto três bases (67 a 69) conduzem missões de apoio. As bases da Força de Foguetes são normalmente lideradas por um oficial em um grau de Corpo ou Vice-Líder do Corpo. Cada uma das seis bases de operações mantém uma mistura de armamentos nucleares e convencionais específicos para a missão de seu comando geográfico. Por exemplo, como um componente do Comando do Teatro Oriental (responsável por um potencial conflito com Taiwan), a Base 61 está armada principalmente com mísseis convencionais de curto alcance, enquanto as Bases 64 e 66, mais internas, operam mísseis de longo alcance com capacidade nuclear. Essas seis bases de operações são todas estruturadas de forma semelhante com uma sede de base, departamento de pessoal (参谋部), departamento de trabalho político (政治工作部), departamento de apoio, seis a oito brigadas de mísseis subordinadas (导弹旅), um hospital de base ([医院), e regimentos de treinamento ([训练团), comunicações ([通信团), suporte operacional (作战保障团), suporte abrangente ([综合保障团) e inspeção (装检团). O regimento de apoio operacional em cada uma das seis bases de operações fornece segurança, engenharia, meteorologia, pesquisa e mapeamento e defesa química, biológica, radiológica e nuclear (CBRN). O regimento de suporte abrangente de cada base é responsável pelo reparo, manutenção, abastecimento e armazenamento de equipamentos (incluindo veículos e mísseis) - o resultado de uma fusão em 2017 de fábricas de reparo de base (修配厂) com regimentos de serviços técnicos (技术勤务团). Os regimentos de inspeção de equipamentos de base são responsáveis pela logística de ogivas nucleares, incluindo armazenamento, manutenção e distribuição em cada base. Exceções a esta estrutura de base padrão, a Base 61 comanda um regimento adicional para operações de veículos aéreos não tripulados (VANT), a Base 63 comanda um regimento adicional para abastecimento de combustível líquido ICBM e a Base 64 possui uma brigada de inspeção de equipamentos em oposição ao regimento padrão.
| Comando de teatro           | Base | Brigada         | Nome chinês                          | Tipo de míssil        | Localização                          | Capacidade nuclear | Comentários                                                  |  |
| --------------------------- | ---- | --------------- | ------------------------------------ | --------------------- | ------------------------------------ | ------------------ | ------------------------------------------------------------ |  |
| Comando do Teatro Oriental  | 61   | Quartel general | Quartel general                      | Quartel general       | Huangshan, Anhui                     | Base do QG         | Base do QG                                                   |  |
| Comando do Teatro Oriental  | 61   | 611             | chinês simplificado: 六十一基地611旅 | DF-21A (DF-31?)       | Chizhou, Anhui                       | Sim                | Possivelmente atualizando para DF-31 ou DF-26                |  |
| Comando do Teatro Oriental  | 61   | 612             | chinês simplificado: 六十一基地612旅 | DF-21A (DF-31AG?)     | Jingdezhen, Jiangxi                  | Sim                | Possivelmente atualizando para DF-31AG                       |  |
| Comando do Teatro Oriental  | 61   | 613             | chinês simplificado: 六十一基地613旅 | DF-15B                | Shangrao, Anhui                      | Não                | Possivelmente atualizando para DF-17                         |  |
| Comando do Teatro Oriental  | 61   | 614             | chinês simplificado: 六十一基地614旅 | DF-17                 | Yong'an, Fujian                      | Talvez             | Primeira brigada DF-17                                       |  |
| Comando do Teatro Oriental  | 61   | 615             | chinês simplificado: 六十一基地615旅 | DF-11A                | Meizhou, Guangdong                   | Não                |                                                              |  |
| Comando do Teatro Oriental  | 61   | 616             | chinês simplificado: 六十一基地616旅 | DF-15 (DF-17?)        | Ganzhou, Jiangxi                     | Talvez             | Possivelmente realocado e atualizado para DF-17              |  |
| Comando do Teatro Oriental  | 61   | 617             | chinês simplificado: 六十一基地617旅 | DF-16                 | Jinhua, Zhejiang                     | Não                | Segunda brigada DF-16                                        |  |
| Comando do Teatro Oriental  | 61   | 618             | chinês simplificado: 六十一基地618旅 | Desconhecido          | Desconhecido                         | Desconhecido       | Possível nova base                                           |  |
| Comando do Teatro Sul       | 62   | Quartel general | Quartel general                      | Quartel general       | Kunming, Yunnan                      | Base do QG         | Base do QG                                                   |  |
| Comando do Teatro Sul       | 62   | 621             | chinês simplificado: 六十二基地621旅 | DF-31AG               | Yibin, Sichuan                       | Sim                |                                                              |  |
| Comando do Teatro Sul       | 62   | 622             | chinês simplificado: 六十二基地622旅 | DF-31A                | Yuxi, Yunnan                         | Sim                |                                                              |  |
| Comando do Teatro Sul       | 62   | 623             | chinês simplificado: 六十二基地623旅 | CJ-10A                | Liuzhou, Guangxi                     | Não                | Primeira brigada CJ-10A                                      |  |
| Comando do Teatro Sul       | 62   | 624             | chinês simplificado: 六十二基地624旅 | DF-21C/D              | Danzhou, Hainan                      | Não                |                                                              |  |
| Comando do Teatro Sul       | 62   | 625             | chinês simplificado: 六十二基地625旅 | DF-26                 | Jianshui, Yunnan                     | Sim                | Segunda brigada DF-26                                        |  |
| Comando do Teatro Sul       | 62   | 626             | chinês simplificado: 六十二基地626旅 | DF-26                 | Qingyuan, Guangdong                  | Sim                | Terceira brigada DF-26                                       |  |
| Comando do Teatro Sul       | 62   | 627             | chinês simplificado: 六十二基地627旅 | DF-17                 | Jieyang, Guangdong                   | Talvez             | Expansão da base em andamento a partir de 2023               |  |
| Comando do Teatro Sul       | 63   | Quartel general | Quartel general                      | Quartel general       | Huaihua, Hunan                       | Base do QG         | Base do QG                                                   |  |
| Comando do Teatro Sul       | 63   | 631             | chinês simplificado: 六十三基地631旅 | DF-5B                 | Jingzhou, Hubei                      | Sim                |                                                              |  |
| Comando do Teatro Sul       | 63   | 632             | chinês simplificado: 六十三基地632旅 | DF-31AG               | Shaoyang, Hunan                      | Sim                |                                                              |  |
| Comando do Teatro Sul       | 63   | 633             | chinês simplificado: 六十三基地633旅 | DF-5A                 | Huitong, Hunan                       | Sim                |                                                              |  |
| Comando do Teatro Sul       | 63   | 634             | chinês simplificado: 六十三基地634旅 | Potencialmente DF-5C? | Yueyang, Hunan                       | Sim                | Campo de 12 silos em construção                              |  |
| Comando do Teatro Sul       | 63   | 635             | chinês simplificado: 六十三基地635旅 | CJ-10                 | Yichun, Jiangxi                      | Não                | Segunda Brigada CJ-10                                        |  |
| Comando do Teatro Sul       | 63   | 636             | chinês simplificado: 六十三基地636旅 | DF-16A                | Shaoguan, Guangdong                  | Não                | Primeira brigada DF-16A                                      |  |
| Comando do Teatro Sul       | 63   | 637             | chinês simplificado: 六十三基地637旅 | DF-5B?                | Tongdao                              | Talvez             | Novo campo de silos em construção                            |  |
| Comando do Teatro Ocidental | 64   | Quartel general | Quartel general                      | Quartel general       | Base do QG                           | Base do QG         | Lanzhou, Gansu                                               |  |
| Comando do Teatro Ocidental | 64   | 641             | chinês simplificado: 六十四基地641旅 | DF-31A                | Hancheng, Shaanxi                    | Sim                |                                                              |  |
| Comando do Teatro Ocidental | 64   | 642             | chinês simplificado: 六十四基地642旅 | DF-31AG               | Datong, Shanxi                       | Sim                |                                                              |  |
| Comando do Teatro Ocidental | 64   | 643             | chinês simplificado: 六十四基地643旅 | DF-31AG               | Tianshui, Gansu                      | Sim                | Primeira brigada DF-31AG                                     |  |
| Comando do Teatro Ocidental | 64   | 644             | chinês simplificado: 六十四基地644旅 | DF-41                 | Hanzhong, Shaanxi                    | Sim                |                                                              |  |
| Comando do Teatro Ocidental | 64   | 645             | chinês simplificado: 六十四基地645旅 | DF-41                 | Yinchuan, Ningxia                    | Sim                | Segunda brigada DF-41                                        |  |
| Comando do Teatro Ocidental | 64   | 646             | chinês simplificado: 六十四基地646旅 | DF-26                 | Korla, Xinjiang                      | Não                |                                                              |  |
| Comando do Teatro Ocidental | 64   | 647             | chinês simplificado: 六十四基地647旅 | DF-26?                | Xining, Qinghai                      | Não                |                                                              |  |
| Comando do Teatro Ocidental | 64   | ?               | ?                                    | ?                     | Sanmenxia, Henan                     | ?                  | Nova base em construção                                      |  |
| Comando do Teatro Ocidental | 64   | ?               | ?                                    | ?                     | Hami, Xinjiang                       | ?                  | Campo de 120 silos em construção?                            |  |
| Comando do Teatro Ocidental | 64   | ?               | ?                                    | ?                     | Yumen, Gansu                         | ?                  | Campo de 110 silos em construção?                            |  |
| Comando do Teatro do Norte  | 65   | Quartel general | Quartel general                      | Quartel general       | Shenyang, Liaoning                   | Base do QG         | Base do QG                                                   |  |
| Comando do Teatro do Norte  | 65   | 651             | chinês simplificado: 六十五基地651旅 | DF-31AG?              | Dalian, Liaoning                     | Não                | Nova base, quase completa (a partir de 2023)                 |  |
| Comando do Teatro do Norte  | 65   | 652             | chinês simplificado: 六十五基地652旅 | DF-21C (DF-31?)       | Tonghua, Jilin                       | Talvez             |                                                              |  |
| Comando do Teatro do Norte  | 65   | 653             | chinês simplificado: 六十五基地653旅 | DF-21D                | Laiwu, Shandong                      | Não                |                                                              |  |
| Comando do Teatro do Norte  | 65   | 654             | chinês simplificado: 六十五基地654旅 | DF-26                 | Dalian, Liaoning                     | Não                |                                                              |  |
| Comando do Teatro do Norte  | 65   | 655             | chinês simplificado: 六十五基地655旅 | DF-17?                | Tonghua, Jilin                       | Talvez             | Atualização de base em andamento (a partir de 2023)          |  |
| Comando do Teatro do Norte  | 65   | 656             | chinês simplificado: 六十五基地656旅 | CJ-100?               | Laiwu, Shandong Taian, Liaoning      | Não                | Primeira brigada CJ-100?                                     |  |
| Comando do Teatro do Norte  | 65   | 656             | chinês simplificado: 六十五基地656旅 | ?                     | Ordos, Inner Mongolia Yulin, Shaanxi | ?                  | Campo de 90 silos em construção?                             |  |
| Comando Central do Teatro   | 66   | Quartel general | Quartel general                      | Quartel general       | Luoyang, Henan                       | Base do QG         | Base do QG                                                   |  |
| Comando Central do Teatro   | 66   | 661             | chinês simplificado: 六十六基地661旅 | DF-5B                 | Lushi, Henan                         | Sim                |                                                              |  |
| Comando Central do Teatro   | 66   | 662             | chinês simplificado: 六十六基地662旅 | DF-4 ou DF-41         | Luanchuan, Henan                     | Sim                | Não está claro se a mudança para DF-41 foi concluída em 2023 |  |
| Comando Central do Teatro   | 66   | 663             | chinês simplificado: 六十六基地663旅 | DF-31A                | Nanyang, Henan                       | Sim                |                                                              |  |
| Comando Central do Teatro   | 66   | 664             | chinês simplificado: 六十六基地664旅 | DF-31 ou DF-31AG      | Xiangyang, Hubei                     | Sim                |                                                              |  |
| Comando Central do Teatro   | 66   | 665             | chinês simplificado: 六十六基地665旅 | DF-17?                | Changzhi, Shanxi                     | Talvez             | Possível nova área de base                                   |  |
| Comando Central do Teatro   | 66   | 666             | chinês simplificado: 六十六基地666旅 | DF-26                 | Xinyang, Henan                       | Sim                | Primeira brigada DF-26                                       |  |
| Fontes:                     |      |                 |                                      |                       |                                      |                    |                                                              |  |

### Base 61
A Base 61 foi fundada em agosto de 1965 como unidade 121 no município de Guangyang, no condado de Shitai, na província de Anhui, e é responsável pela construção de silos de mísseis. A própria base foi construída em junho de 1966 sob o Projeto 303 e foi designada como a 52ª Base do Segundo Corpo de Artilharia da Região Militar de Nanjing em 25 de maio de 1968. Em 2016, a Força de Foguetes do ELP assumiu a autoridade sobre a base. Em 18 de abril de 2017, sob as ordens de Xi Jinping e da Comissão Militar Central, a base foi redesignada como Base 61.

### Base 65
A Base 65, com sede em Shenyang, província de Liaoning, opera com o Comando do Teatro do Norte do ELP e unidades de estações nas províncias de Liaoning, Jilin e Shandong. A Base 65 foi fundada em setembro de 1964 como a 51ª Base de Comando do Segundo Corpo de Artilharia (atual FFELP) sob o Projeto 302, e então aprovada pelo comitê em 1º de novembro. Em 25 de maio de 1968, foi transferido para a Segunda Força de Artilharia. Em 1970, a Base 65 mudou-se para a cidade de Tonghua, na província de Jilin. Em 1992, mudou-se para sua atual casa em Shenyang. Foi transferido para o Força de Foguetes do ELP em 2016. Em 18 de abril de 2017, sob as ordens do secretário-geral do PCC e do presidente do CMC, Xi Jinping, a base foi realinhada e redesignada como a 65ª Base.

### Base 67
A FFELP opera outra base, a Base 67, que é responsável pelo armazenamento de ogivas nucleares, transporte de ogivas, inspeção de ogivas e treinamento de armas nucleares. Acredita-se que faça parte da rede nuclear C3 (comando, controle e comunicações), embora não se saiba se esta rede é apenas FFELP, compartilhada entre a FFELP e os comandos militares, ou se é usada pela Comissão Militar Central, que Acredita-se que tenha seu próprio sistema de comunicação para as forças nucleares.
A principal instalação de armazenamento nuclear está localizada no condado de Taibai, onde ocorreram atividades de escavação de túneis em larga escala. O principal depósito de armazenamento está aparentemente sob o próprio Monte Taibai, com instalações relacionadas da Base 67 espalhadas pelo resto do condado. Parece que cada base de mísseis também possui uma instalação de armazenamento e um depósito menores.
É provável que as ogivas que requerem manutenção ou teste, bem como um estoque de reserva centralizado, sejam mantidas nas instalações do Monte Taibai, com relativamente poucas ogivas distribuídas para as bases e brigadas. É provável que as bases de mísseis recebam ogivas adicionais do depósito central em tempos de alta tensão. Parece que a estrutura de uma unidade principal no condado de Taibai, com unidades de réplica menores ao longo das bases, se repete nas unidades de transporte.
O transporte de ogivas e mísseis na China depende fortemente dos sistemas ferroviário e rodoviário, provavelmente por isso que um projeto ferroviário de grande escala foi construído na década de 1960 pelo ELP na área de Baoji, uma grande cidade na província de Shaanxi e a localização da Base 67 sede desde esse mesmo período de tempo. Isso se tornou uma preocupação após o terremoto de Sichuan em 2008, onde a vulnerabilidade das redes de transporte na província de Shaanxi foi dramaticamente comprovada.
As unidades que se acredita estarem subordinadas à Base 67 são:
- Instituto de Inspeção de Equipamentos, denominado Unidade 96411 pré-reforma
- Unidade desconhecida, conhecida como Unidade 96412
- Regimento de Serviços Tecnológicos, denominado Unidade 96421 pré-reforma
- Regimento de Transportes, denominado Unidade 96422 pré-reforma
- Regimento de Treinamento, denominado Unidade 96423 pré-reforma
- Regimento de Manutenção, denominado Unidade 96424 pré-reforma
- Regimento de Comunicações, denominado Unidade 96425 pré-reforma

### Outros ramos
Grupo de Operações Especiais da FFELP (火箭军特种作战团), chamado "Batalhão de Comando de Lâmina Afiada (利刃特种大队)" são as unidades especialmente treinadas da FFELP que respondem às situações de maior risco (como operações Counter-SOF) dentro de uma base, complexo ou local de mísseis da FFELP. também designado para escolta de mísseis e armas nucleares, proteção de mísseis/ infraestrutura.

## Comando, controle e comunicações
A FFELP operou uma estrutura de comando e controle separada do resto do ELP desde 1967. O objetivo do sistema é garantir um controle rígido das ogivas nucleares nos mais altos níveis do governo. Isso é feito pela Comissão Militar Central com controle direto da FFELP, fora da estrutura das regiões militares.
Para armas nucleares, acredita-se que a estrutura de comando vá do CMC até o quartel-general da FFELP em Pequim, de lá para cada Base de Artilharia e de cada Base de Artilharia até a Brigada individual. A partir daí, a Brigada transmite as ordens de tiro às companhias de lançamento sob seu controle. No caso dos mísseis balísticos convencionais, é razoável supor que haverá maior autonomia em tempo de guerra, com o comando provavelmente vindo das Bases, que se acredita coordenarem com suas respectivas Regiões Militares o direcionamento e o uso de mísseis convencionais.
As capacidades C3 nucleares chinesas estão centradas em redes de comunicação baseadas em fibra ótica e satélite, substituindo redes de comando de rádio mais antigas que compunham a infraestrutura C3 da Segunda Artilharia antes da década de 1990. Enquanto historicamente as forças de mísseis nucleares chinesas tiveram que lançar de locais pré-preparados, a mais nova geração de mísseis com capacidade nuclear (o DF-26 e o DF-31AG) foram vistos sendo implantados e lançados de locais despreparados em exercícios.
Isso corroboraria os relatórios de que os regimentos de comunicações da FFELP estão sendo treinados na capacidade de estabelecer redes telefônicas e de comando "on-the-fly". A razão para essas mudanças provavelmente tem a ver com preocupações sobre a capacidade de sobrevivência da FFELP; O compromisso da China com uma política de não primeiro uso significa que suas forças nucleares devem ser capazes de sobreviver a um primeiro ataque e receber as ordens necessárias para contra-atacar.

## Lançadores de eretores de transporte
- TA580/TAS5380
- TA5450/TAS5450
- HTF5680A1
- WS2300
- WS2400
- WS2500
- WS2600
- WS21200 (usado exclusivamente pelo Paquistão )
- WS51200 (usado exclusivamente pela Coréia do Norte )

## Caminhões tratores
- Hanyang HY4260
- Hanyang HY4330

## Operações na Arábia Saudita
O Projeto FFELP Roda Dourada (金轮工程) coopera com os mísseis balísticos de médio alcance DF-3 e DF-21 na Arábia Saudita desde o estabelecimento da Força Real de Mísseis Estratégicos da Arábia Saudita em 1984.